# استنت
استن (به فرانسوی: Stent) در واژگان فنی پزشکی، لوله توری مصنوعی از جنس تیتانیم، قرار داده شده در یک گذرگاه یا مجرایی طبیعی (لومن) در بدن، برای جلوگیری یا رویارویی با نقص ناشی از انقباض موضعی جریان درون آن مجرا است. این واژه همچنین ممکن است به یک لوله گفته شود که به‌طور موقت مجرایی طبیعی از بدن را برای دسترسی جراح، باز نگه می‌دارد.

استنت‌ها لوله‌های توری فلزی از جنس ویژه هستند که پیش از استفاده به صورت جمع شده و کوچک توان عبور در درون هرنوع مجرا و رگ و لومن را داشته و در زمان قرار گرفتن در محل مورد نظر قابلیت بازشدن و افزایش در حجم به ابعاد مورد نیاز پزشک را دارا می‌باشند.

از استنت در باز نگه داشتن عروق کرونر، عروق گردنی،آئورت، عروق اندام ها، مجرای اورتر یا میزنای، میزراه یا اورترا، مری و غیره استفاده می‌گردد.

در بیشترین کاربرد، استنت برای باز نگه‌داشتن سرخ‌رگ‌های کرونر پس از آنژیوپلاستی بکارمی‌رود.

## کاربرد

### استنت کرونر

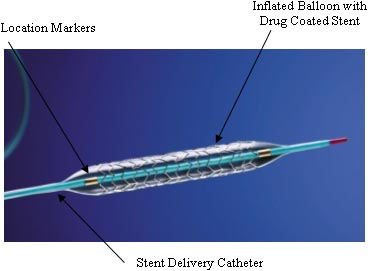

در آنژیولوژی عروق کرونر پس از عمل نیمه تهاجمی آنژیوپلاستی (گفتار عامیانه:بادکنک رگ) توسط کاتتر درون کرونر و محل انسداد، در یک سوم موارد، رگ گشاد شده توسط آنژیوپلاستی دوباره تنگ می‌شود. در روش استنت‌گذاری پس از دیلاتاسیون و گشاد کردن رگ توسط آنژیوپلاستی، استنت که از قبل و در اندازه جمع شده دور بالون کاتتر قرار دارد در محل انسداد و با کمک بالون آنژیوپلاستی باز شده و در محل خود مستقر می‌گردد و چیزی شبیه داربست درون رگ گشاد شده تشکیل می‌دهد.

### استنت مجاری ادراری
در مواقعی که دفع سنگ کلیه خطر ایجاد پارگی در اورتر بدنبال دارد، جراح با نصب استنت درون اورتر می‌تواند ریسک پاره شدن و زخم شدن اورتر را کاهش دهد. نصب استنت اورتر بطور موقت انجام می‌گیرد.
در مسیر خروج ادرار از میزراه و نیز در مواقع احتباس ادرار، قرار دادن استنت درون اورترا یا میزراه برای باز نگه داشتن مسیر ادرار و به ویژه تنگی یا انسداد مسیر توسط پروستات، از روش‌های بهینه درمانی است.

### استنت مری
در پاره‌ای بیماری‌ها و در بیماری‌های مربوط به بلع و انواع دیسفاژی مربوط به انسداد مری، پزشک می‌تواند با استفاده از استنت، مسیر مری را برای انجام انواع دخالت پزشکی یا کمک به بیمار برای تغذیه با غذاهای نیمه آبکی باز نگه دارد.

### استنت انحراف جریان خون
استنت انحراف جریان خون در مغز استفاده می‌شود تا همچون سپردر برابر جریان خون، ورود شریان را به درون آنوریسم در دیوار رگ کاهش دهد و به لختگی خون و بهبود آنوریسم منجر شود.

## تاریخچه
اولین بار دو پزشک به نام‌های، ژاک پوئل و اولریش سیگوارت، استنت را در بدن یک بیمار در تولوز فرانسه قرار دادند. هدف استفاده از آن استنت، باز نگه داشته شدن شریان توسط استحکام فلزی استنت بود.
همچنین جلوگیری از رستنوسیس، انسداد مجدد شریان به علت رشد توده‌های داخلی رگ پس از صدمه ناشی از آنژیوپلاستی، دیگر هدف اولین جراحی و کاربرد استنت بود. کمی بعد از آن در سال ۱۹۸۷ میلادی، خولیو پالماز (که مشهور به ثبت اختراع استنت ارتجاعی بر روی بالون است) و ریچارد سالتز استنت مشابهی در بدن یک بیمار در آلمان قرار دادند. این استنت‌ها که هیچ پوششی نداشتند و تنها آلیاژ فلزی بودند کمک کردند که نرخ رستنوسیس، انسداد مجدد شریان، از سی تا چهل درصد به بیست تا سی درصد کاهش پیدا کند.
با وجود اینکه تعدا زیادی از پزشکان پس از آن استنت‌های خودشان را ساختند، اولین استنتی را که سازمان غذا و دارو آمریکا مورد تأیید قرار داد توسط گری اس. رابین اختراع شد.